# ジョニー・サクストン
ジョニー・サクストン（Johnny Saxton、1930年7月4日 - 2008年10月4日）は、アメリカ合衆国出身の元プロボクサー。元世界ウェルター級チャンピオン。

## 略歴
アマチュア王者から1949年プロ入り。いきなり39連勝を飾る。1954年10月24日、“キューバの鷹”キッド・ギャビランに判定勝ちして世界ウェルター級王者となった。
しかし、1955年4月1日、初防衛戦でトニー・デマルコに14回KOされ、王座から転落。翌1956年3月14日、カーメン・バシリオから判定で再度王座を奪取するも、同年9月12日の初防衛戦ではバシリオに9回KO負け。結局一度の防衛にも成功しなかった。

## 通算戦績
66戦55勝（21KO）9敗2引分け